# Ермак, Владимир Иванович
Влади́мир Ива́нович Ерма́к (бел. Уладзімір Іванавіч Ярмак; 15 мая 1924, Бобруйск — 19 июля 1943, Бои за Синявинские высоты) — красноармеец, стрелок 14-го отдельного штрафного батальона. Единственный в истории СССР боец-штрафник, который получил звание Героя Советского Союза.

## Биография
Родился 15 мая 1924 года в городе Бобруйск в семье военнослужащего. Русский. Образование неполное среднее получил в Ленинграде, куда семья переехала перед войной.
После начала Великой Отечественной войны в армию по возрасту зачислен не был. Поступал в лётное училище, но не был принят из-за травмы глаза. Добровольцем поступил в комсомольский противопожарный полк. Участвовал в тушении пожаров после бомбёжек и артобстрелов блокадного Ленинграда. В начале 1942 года вместе с матерью эвакуировался в Нижний Тагил, где до августа 1942 года работал слесарем на заводе.

15 августа 1942 года Нижне-Тагильским горвоенкоматом призван в рабоче-крестьянскую Красную армию, в октябре 1942 года зачислен курсантом артиллерийского училища. Будучи лейтенантом, прибыл на фронт, где стал командиром взвода 272-го стрелкового полка 123-й стрелковой дивизии Ленинградского фронта. Дивизия в это время находилась в тылу на пополнении.
Вскоре произошёл несчастный случай: лейтенант Владимир Ермак, чистивший оружие, произвёл случайный выстрел и убил проходившего мимо сослуживца. 9 июля 1943 года решением военного трибунала был приговорён к пяти годам лишения свободы с отсрочкой исполнения приговора до окончания боевых действий и был направлен в штрафной батальон, будучи разжалованным в красноармейцы, согласно Положению о штрафных батальонах действующей армии.
19 июля 1943 года, во время подготовки к Мгинской наступательной операции и проведения разведки боем в районе Синявинских высот, стрелок приданного 67-й армии Ленинградского фронта 14-го отдельного штрафного батальона красноармеец Владимир Ермак закрыл своим телом амбразуру вражеского дзота.

Командир 14-го отдельного штрафного батальона майор Лесик представил красноармейца Ермака за совершённый подвиг к награждению орденом Красного Знамени. Не дожидаясь армейского приказа о награждении, тот же майор Лесик 24 июля 1943 года написал представление уже о присвоении Ермаку звания Героя Советского Союза.
Приказом Военного совета 67-й армии № 503/н от 5 августа 1943 года красноармеец Владимир Иванович Ермак был награждён орденом Красного Знамени посмертно.
Указом Президиума Верховного Совета СССР «О присвоении звания Героя Советского Союза офицерскому, сержантскому и рядовому составу Красной Армии» от 21 февраля 1944 года за «образцовое выполнение боевых заданий командования на фронте борьбы с немецкими захватчиками и проявленные при этом отвагу и геройство» был удостоен посмертно звания Героя Советского Союза.
Проживал в доме 87 по набережной реки Фонтанки.
Сестра — Ирина Михайловна Буренкова, жительница блокадного Ленинграда.
Похоронен в районе посёлка городского типа Синявино Кировского района Ленинградской области.

## Награды
- Орден Красного Знамени (05.08.1943)
- Орден Ленина (21.02.1944)
- Медаль «Золотая Звезда» Героя Советского Союза (21.02.1944)

## Память
- Улица и стела на Аллее Героев на площади Победы в Бобруйске[14].
- Улица в Нижнем Тагиле[15].
- Улица Володи Ермака в Санкт-Петербурге.
- В 1997 году в сквере на площади Кулибина в Санкт-Петербурге на народные деньги был установлен памятник Герою Советского Союза Владимиру Ермаку.
- Увековечен в мемориале «Синявинские высоты»[14].
- Улица и переулок в Минске[16].
- Имя Героя Советского Союза В. И. Ермака присвоено средней школе № 180 г. Минска (15.05.2025)[17][18]. На здании школы открыта памятная доска Герою.